# Gare du Teil
La gare du Teil est une ancienne gare ferroviaire française de la ligne de Givors-Canal à Grezan, située sur le territoire de la commune du Teil, dans le département de l'Ardèche en région Auvergne-Rhône-Alpes.
Elle est mise en service en 1876 par la Compagnie des chemins de fer de Paris à Lyon et à la Méditerranée (PLM). Fermée aux voyageurs, c'est une gare marchandises en service de la Société nationale des chemins de fer français (SNCF).

## Situation ferroviaire
Établie à 72 mètres d'altitude, la gare de bifurcation du Teil est située au point kilométrique (PK) 665,633 de la ligne de Givors-Canal à Grezan (ouverte au trafic marchandises et fermée au trafic voyageurs), et au PK 665,633 de la ligne du Teil à Alès, (déclassée entre Aubignas - Alba et Robiac).

## Histoire

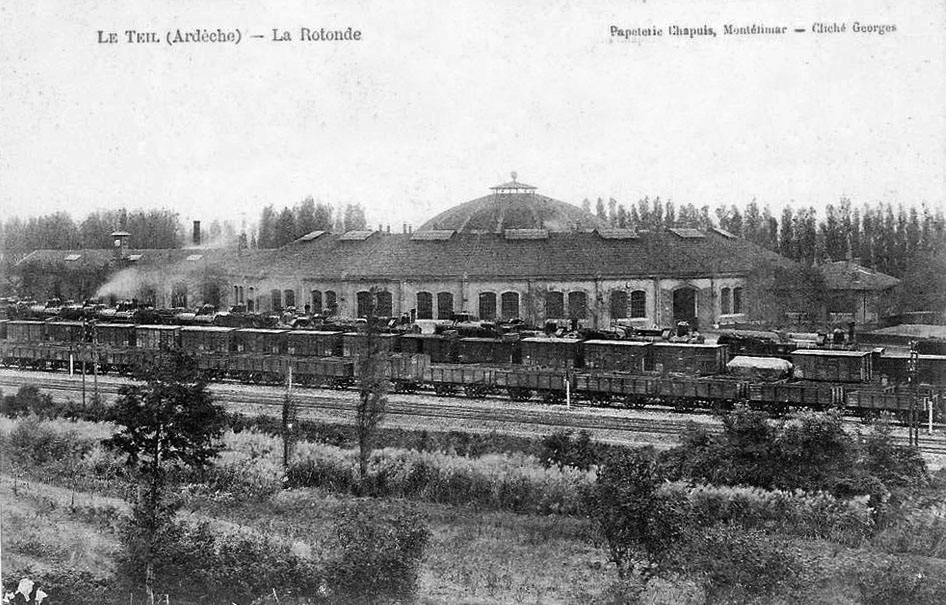
Une rotonde du dépôt, vers 1900.

Le décret impérial du 2 avril 1870 fixe le passage par Le Teil du chemin de fer d'Alais au Pouzin. Le concessionnaire, la Compagnie des chemins de fer de Paris à Lyon et à la Méditerranée (PLM), prépare l'arrivée du train en initiant en 1872 une enquête sur l'implantation des stations entre Alais et Le Pouzin ; dans ses conclusions rendues en 1874, le choix du lieu d'installation de la station du Teil se porte sur le point d'où débutera la future bifurcation vers Nîmes. La mise en service de la gare intervient le 22 mai 1876. Le Teil prend de l'importance avec l'ouverture de la ligne du Teil à Nîmes le 30 août 1880.
Les trafics voyageurs et marchandises sont en expansion et la gare va prendre de l'ampleur avec de nouveaux équipements, au fur et à mesure de la montée en charge des services. Elle va compter deux triages de 39 et 26 voies, un dépôt de deux rotondes de 50 et 48 locomotives, et un service d'entretien des voies. En 1937, à l'apogée des trafics, Le Teil compte plus de 1 500 cheminots employés sur les divers sites de la gare. Cela représente environ 5 000 habitants, sur les 8 000 que compte la commune, qui vivent directement du chemin de fer.
L'arrêt complet de la desserte voyageurs de la gare et des lignes intervient en 1973, avec la décision de réserver la rive droite du Rhône au trafic fret.
Le 5 janvier 2010, un train TER Rhône-Alpes embarque des passagers en gare du Teil pour la première fois depuis 37 ans. Ce n'est qu'un train spécial, transportant des élus dans le cadre d'un projet de réouverture du trafic voyageurs entre Le Teil et Nîmes.
D'ailleurs, il arrive épisodiquement que des trains de voyageurs marquent un arrêt en gare du Teil (avec correspondance par autocar pour Montélimar) : lorsque des travaux sont réalisés sur la ligne de la rive gauche du Rhône, les trains sont détournés vers la rive droite.
Sur les deux rotondes, l'une a été rasée dans les années 1960, l'autre a été reconvertie en centre commercial en 2017 ; un locotracteur Moyse est exposé devant cette dernière.
Fin août 2022, la ligne est rouverte au trafic voyageurs (TER Occitanie) entre Nîmes et Pont-Saint-Esprit. Néanmoins, pour des raisons techniques, c'est en gare du Teil que les trains y effectuent les retournements et stationnements nocturnes. Des travaux et aménagements (passerelle, personnel, etc.) devront être entrepris avant de pouvoir autoriser un arrêt commercial, qui pourrait être réalisé à partir de 2024 (ce qui représentera le retour d'une desserte régulière du département de l'Ardèche).
En juin 2023, la région Auvergne-Rhône-Alpes annonce le report de la réouverture de la gare, de 2024 à 2026. Ce report de 2 ans est causé par l'obligation de la réalisation d'une évaluation d’impact environnementale. Celle-ci doit quantifier l'impact de la réouverture aux passagers de la ligne sur l'environnement. La décision est dénoncée par les élus locaux et les associations locales.

## Service des marchandises
La gare du Teil, code 87764472, est ouverte uniquement aux trains massifs.